# Władysław Reymont
Władysław Stanisław Reymont, nascido Stanisław Władysław Rejment (Kobiele Wielkie, 7 de Maio de 1867 — Varsóvia, 5 de Dezembro de 1925), foi um escritor e romancista polaco. Recebeu o Nobel de Literatura de 1924 devido "à sua grande obra épica, Chłopi (Camponeses)".
Está sepultado no Cemitério de Powązki em Varsóvia.

## Obras
- Komediantka (Comediante, 1896)
- Fermenty (Fermentos, 1897)
- Ziemia obiecana (Terra Prometida, 1898)
- Chłopi (Camponeses, 1904–1909),
- Marzyciel (Sonhador, 1910),
- Rok 1794 (Ano 1794, 1914–1919)
  - Part I: Ostatni Sejm Rzeczypospolitej (A Última Assembleia da República)
  - Part II: Nil desperandum
  - Part III: Insurekcja (Insurreição), acerca da Insurreição de Kościuszko
- Wampir – powieść grozy (Vampiro – romance de horror, 1911)
- Bunt (Revolta, 1924)